# Les Arcs (Savoie)

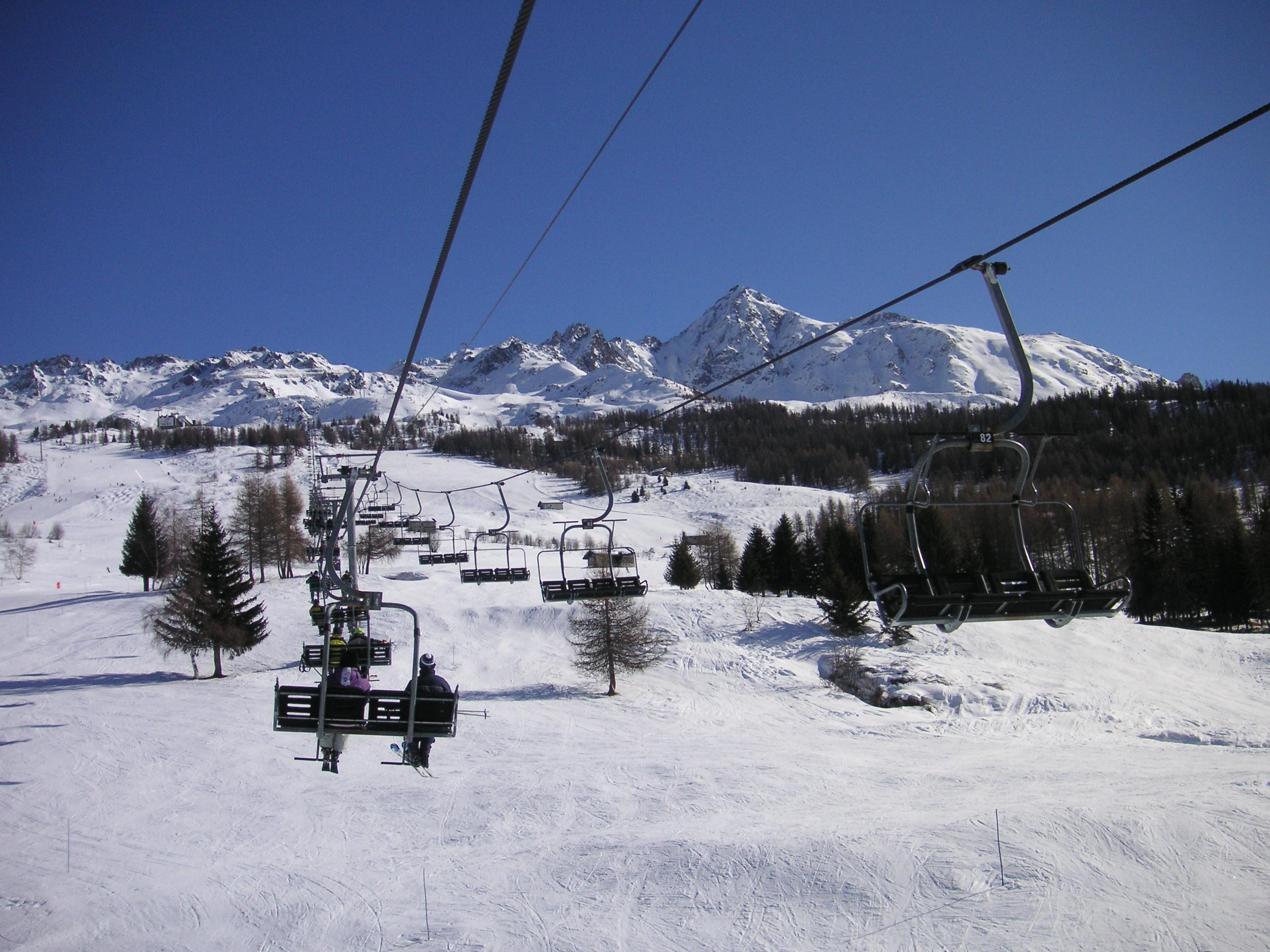
Teil des Skigebiets von Les Arcs

Les Arcs ist ein französischer Wintersportort und der Name des anliegenden Skigebiets in der Tarentaise auf dem Gebiet der Gemeinden Bourg-Saint-Maurice, Landry, Peisey-Nancroix und Villaroger im Département Savoie, Region Auvergne-Rhône-Alpes. Er entwickelte sich ab den 1960er Jahren, im Laufe mehrerer Jahre kamen zum ersten Areal Arc 1600 (dt.: „Bogen 1600“) weitere Flächen hinzu, die die Bezeichnungen Arc 1800, Arc 2000 und Arc 1950 erhielten. Alle vier Teile bilden die „Bögen“ – also Les Arcs.
Weltweit bekannt geworden ist Les Arcs durch seine spezielle Hochgeschwindigkeitsstrecke für den Wintersport, insbesondere für Speedskiing.
Seit 2003 sind Les Arcs und Peisey-Vallandry durch die Seilbahn Vanoise Express mit La Plagne verbunden und bilden eines der größten Skigebiete in Frankreich, Paradiski, mit mehr als 425 Pistenkilometern.

## Geschichte
Die Entstehung dieses Skigebietes geht auf Initiativen von Robert Blanc, Bergführer, Skilehrer und Einwohner, und Roger Godino, Tourismusbeauftragter der Bergregion, in den 1960er Jahren zurück.

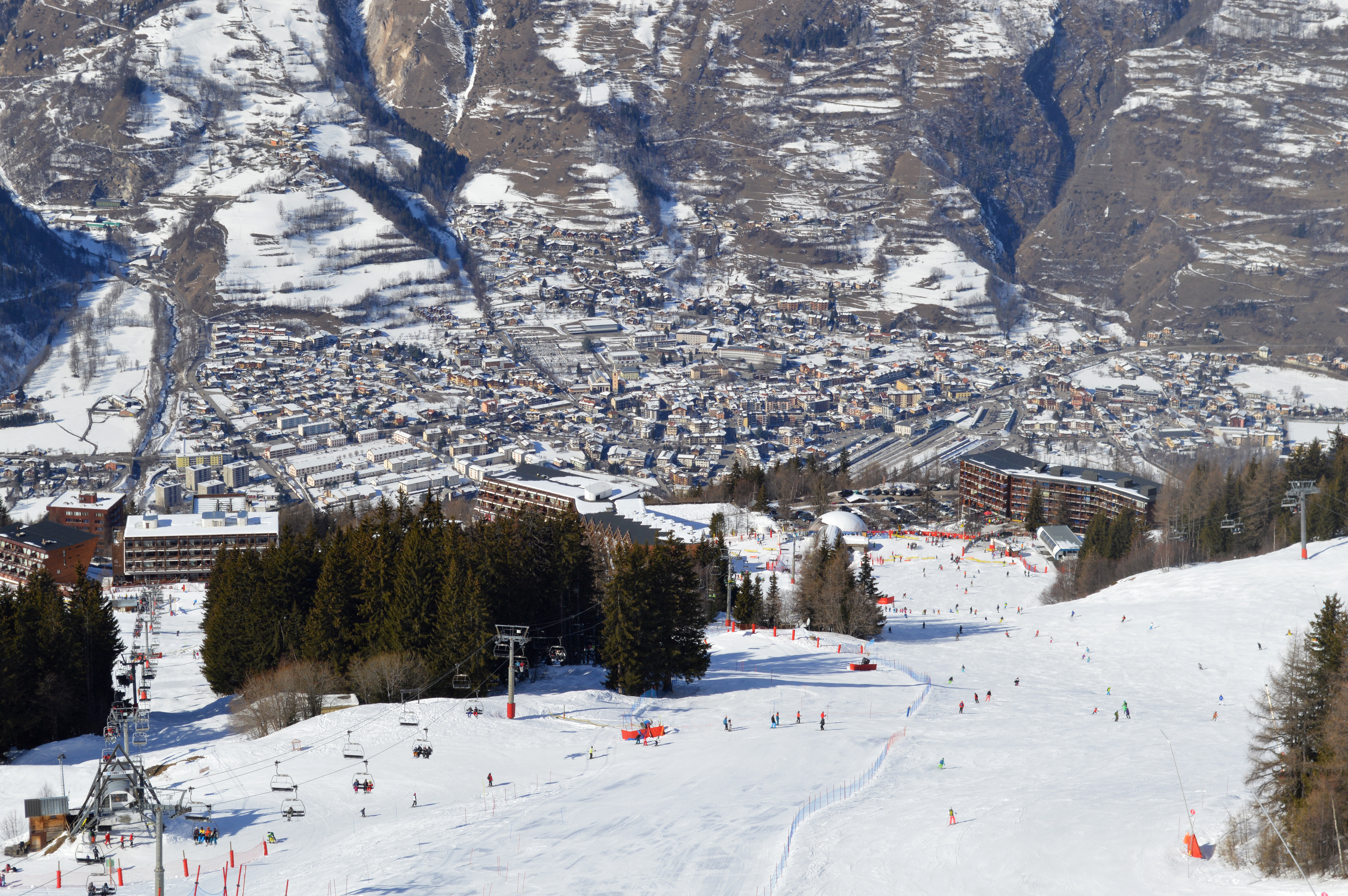
Blick auf Arc 1600, Jahr 2015

Der erste Ort wurde Arc Pierre Blanche genannt, später als Arc 1600 bekannt geworden. Der Name gibt einerseits die mittlere Höhe über Normalnull an (hier 1600 m) und andererseits nimmt er Bezug auf die Landschaftsform, die einem Bogen ähnelt.

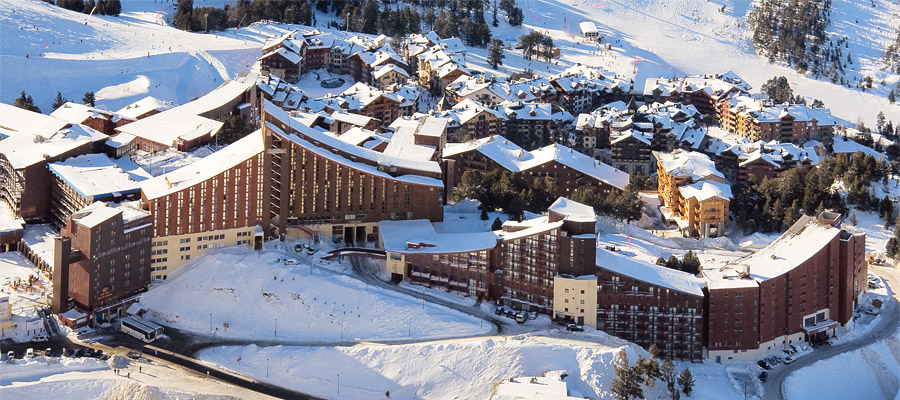
Arc 2000 und Arc 1950 (Jahr 2008)

Die Erweiterung der Skiflächen erfolgte schrittweise bis zum Jahr 2003, dabei entstanden die Teile Arc 1800 (1974), Arc 2000 (1979), Arc 1950 (2003). Einzelne Bereiche erhielten eine Verbindung zu Nachbarorten, zuletzt mit La Plagne. Das Resort Les Arcs besteht somit aus vier „Wohnlagen“, die jeweils eine komplette Infrastruktur bieten.
Bei allen Maßnahmen standen Umweltfragen wie weitestgehende Erhaltung der Natur, Einbeziehung vorhandener Bebauung (beispielsweise Almhütten), ein ästhetisches Aussehen und die Verwendung möglichst einheimischer Materialien im Vordergrund.
Betreiber aller Wintersporteinrichtungen von Les Arcs ist die Société des Montagnes de l'Arc, vor Ort durch die Groupe des Arcs repräsentiert, der Roger Godino vorsteht (Stand 2016).
Die Finanzierung aller Baumaßnahmen erfolgte durch mehrere größere Kapital- und Bankengesellschaften wie Saint-Gobain, Crédit Lyonnais oder Compagnie des Alpes.
In der Sportwelt trägt Les Arcs auch den Beinamen „Station der neuen Wintersportarten“ («Station Nouvelles glisses») und ist Bestandteil des Skiresorts „Top of the French Alps“ (TOTFA).

## Architektur

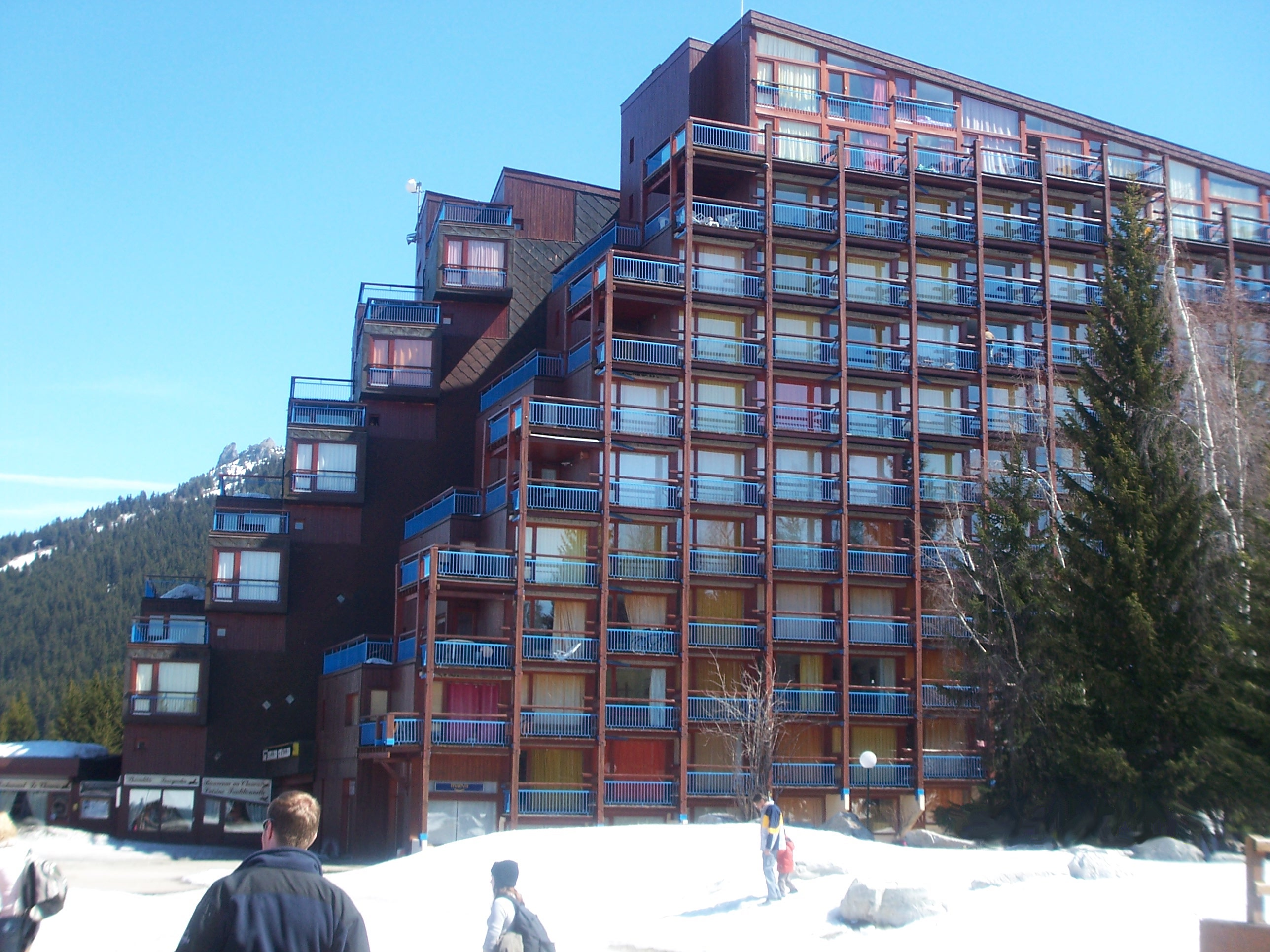
Bauten im Ortsteil Arc 1800 (Beispiel für den Baustil)

Der Anlage der ersten Ortsteile lag eine stadtplanerische Arbeit französischer Architekten zugrunde. Viele Gebäude in den Ortsteilen Arc 1600 und Arc 1800 entstanden nach Entwürfen der Architektin Charlotte Perriand, die sich vom Stil Le Corbusiers inspirieren ließ. Sie sind perfekt in die Berglandschaft integriert. Weitere Gebäudepläne lieferten die Architekten Gaston Regairaz vom Atelier d’Architecture en Montagne und der Autodidakt Bernard Taillefer. An der Verwirklichung waren schließlich auch zahlreiche Designer, Ingenieure und vor allem Handwerker beteiligt. Die für den Bau verwendeten Materialien stammen aus einheimischen Quellen, darunter Lärchenholz, Natursteine und Schiefer.
Eine dichte Bebauung wurde vermieden, Parkplätze und Verkehrsstraßen befinden sich jeweils am Rand der Ortsteile. Wegen all dieser Aspekte erhielt Les Arcs die 1999 vom Ministerium für Kultur und Kommunikation Frankreichs geschaffene Auszeichnung „Patrimoine du XXe siècle“ (Baudenkmal des 20. Jahrhunderts).

## Wintersportbereiche in Les Arcs

### Überblick

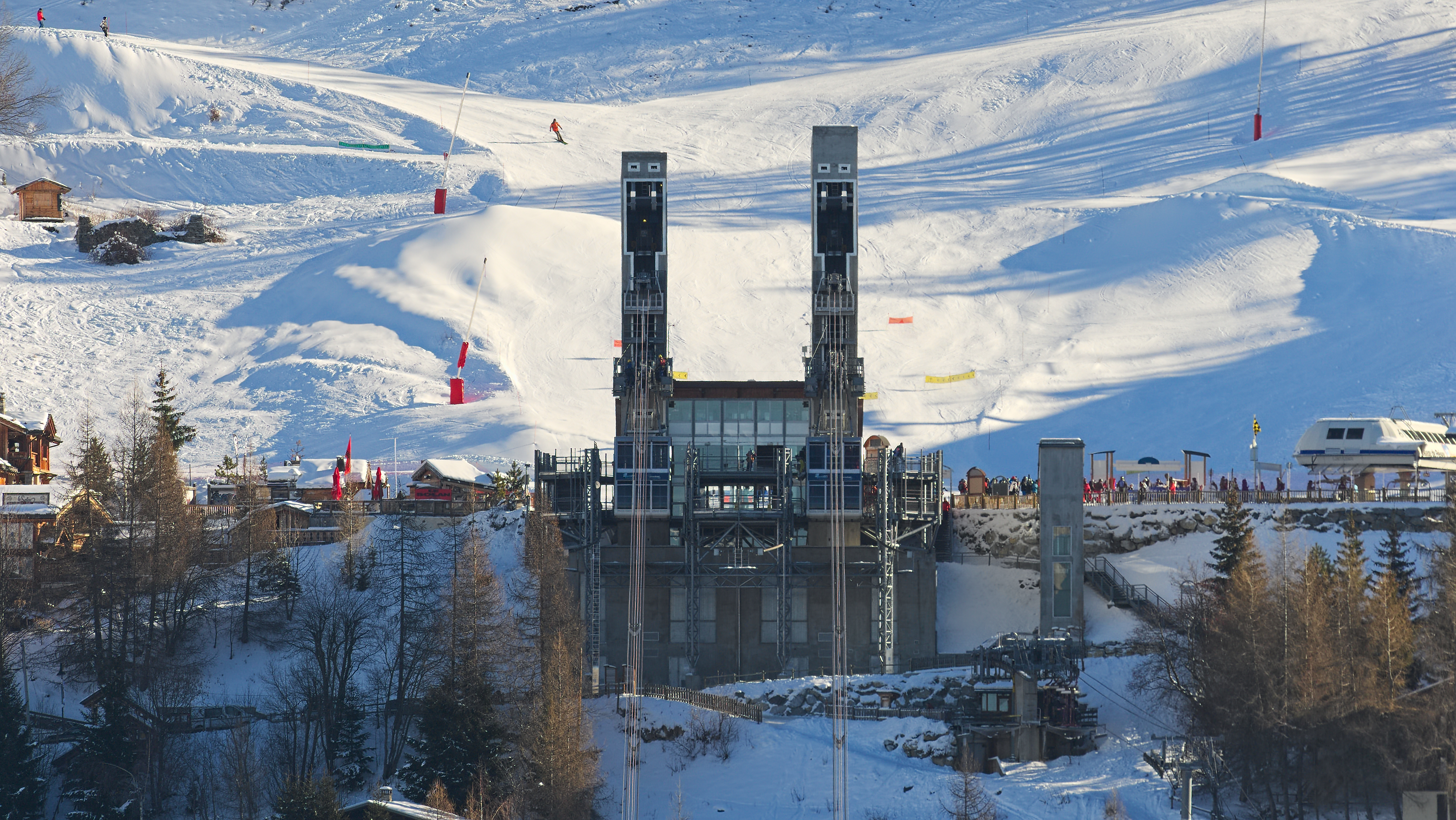
Seilbahn Vanoise Express mit Blick Richtung Les Arcs

Das gesamte Skigebiet von Les Arcs mit seinen vier Ortsteilen umfasst eine Fläche von rund 200 km² mit 107 Pisten, hauptsächlich in den Schwierigkeitsstufen blau und rot, auf zwei großen Hängen. 52 Skilifte mit verschiedenen Transportkapazitäten und in unterschiedlicher Ausstattung (Sessellifte, Gondeln, einfache Seilwinden, …) sind installiert. Im Bereich Arc 1600 gibt es 10 Lifte, mit Längen zwischen 2857 und 167 m; im Bereich Arc 1800 sind 12 Lifte in Funktion, mit Längen zwischen 2121 und 64 m; im Bereich Arc 1950 bieten 5 Lifte ihre Dienste, mit Längen zwischen 2793 und 239 m und schließlich stehen in Arc 2000 weitere 10 Lifte, mit Längen zwischen 1862 und 105 m.
Les Arcs bildet zusammen mit Peisey-Vallandry, Plan-Peisey und La Plagne das Skiresort Paradiski.
Die Pisten von Les Arcs sind immer wieder auch Austragungsort von internationalen Wettkämpfen.
Neben den Abfahrten gibt es unter anderem 68 km Langlaufloipen, einen „Snowpark“, Hindernishänge für Ski- und Snowboard-„Big Air“, eine Rodelbahn und sogar eine Wasserrutsche für Sommervergnügen.
Die Seilbahn Vanoise Express verbindet alle Teile des Skiresorts miteinander und war Ende 2016 die längste Bergseilbahn der Welt. Sie fährt auch im Sommer und kann sogar Fahrräder transportieren.

### Die Highspeed-Piste
Die besonders präparierte Piste entstand aus Anlass der Olympischen Winterspiele 1992 in Albertville, als Speedskiing Demonstrationssportart war. Sie hat eine Länge von 1.700 m, ist mehr als 25 m breit und weist ein Gefälle von 88 Prozent auf. Zu Fuß aufwärts ist sie nur mit Steigeisen erreichbar. Ihre Gleitfläche ist besonders gut planiert, damit die Sportler an eventuellen Unebenheiten nicht abheben. Am Ende der Piste gibt es eine 100 m-Messstrecke mit Lichtschranken, auf der die erreichte Geschwindigkeit ermittelt wird. 
Diese speziell hergerichtete Piste wurde bereits für Geschwindigkeits-Rekordversuche anderer Sportarten benutzt. So erreichte der Schweizer Romuald Bonvin im Jahr 1999 hier mit dem Skibob eine Geschwindigkeit von 173 km/h.
Mehrfach fanden auf der Piste von Les Arcs Weltmeisterschaften im Speedskiing statt, bei denen dann auch immer neue Rekorde erreicht wurden.
Auf der Piste wurden im Jahr 2006 zwei neue Weltrekorde aufgestellt: für den Italiener Simone Origone wurden 251,40 km/h gemessen und die Schwedin Sanna Tidstand stellte mit 242,59 km/h einen neuen Frauen-Geschwindigkeitsrekord auf, der bis 2016 Bestand hatte.
Bemerkenswert ist jedoch die Bestleistung des Briten Kevin Alderton, der im gleichen Jahr auf der Piste in Les Arcs 162,44 km/h erreichte; der ehemalige Soldat hatte 1998 sein Augenlicht verloren, als er beim Versuch, einer verletzten Frau zu helfen, von einer Gang zusammengeschlagen wurde. Bei seinem Rekord erhielt er über Funkkopfhörer die Instruktionen seines Trainers.